# Secotan

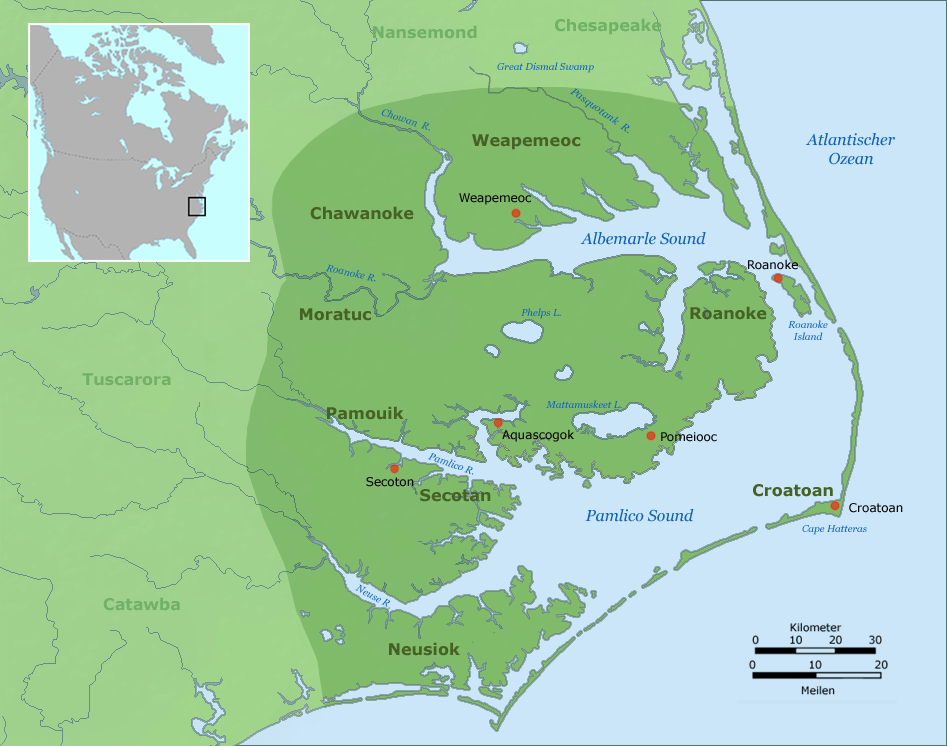
Wohngebiet der Secotan und benachbarter Stämme um 1584/85

Die Secotan waren ein Indianerstamm, dessen Stammesgebiet an der Ostküste des heutigen Bundesstaats North Carolina in den Vereinigten Staaten lag. Sprachlich sind sie der kleinen Gruppe der North-Carolina-Algonkin zuzuordnen. Die Secotan gehörten zu den ersten Stämmen nordamerikanischer Indianer, die 1584/85 Kontakt mit englischen Kolonisten hatten. Über sie gibt es eine Fülle von Informationen aus dieser Zeit, darunter zahlreiche Aquarelle des Künstlers John White. Der Landvermesser John Lawson war der nächste, jedoch letzte Autor anschaulicher Details aus dem Leben der Indianer an der Küste North Carolinas. In seinem Bericht aus dem Jahr 1709 taucht der Name Secotan allerdings nicht mehr auf.

## Wohngebiet und Umwelt

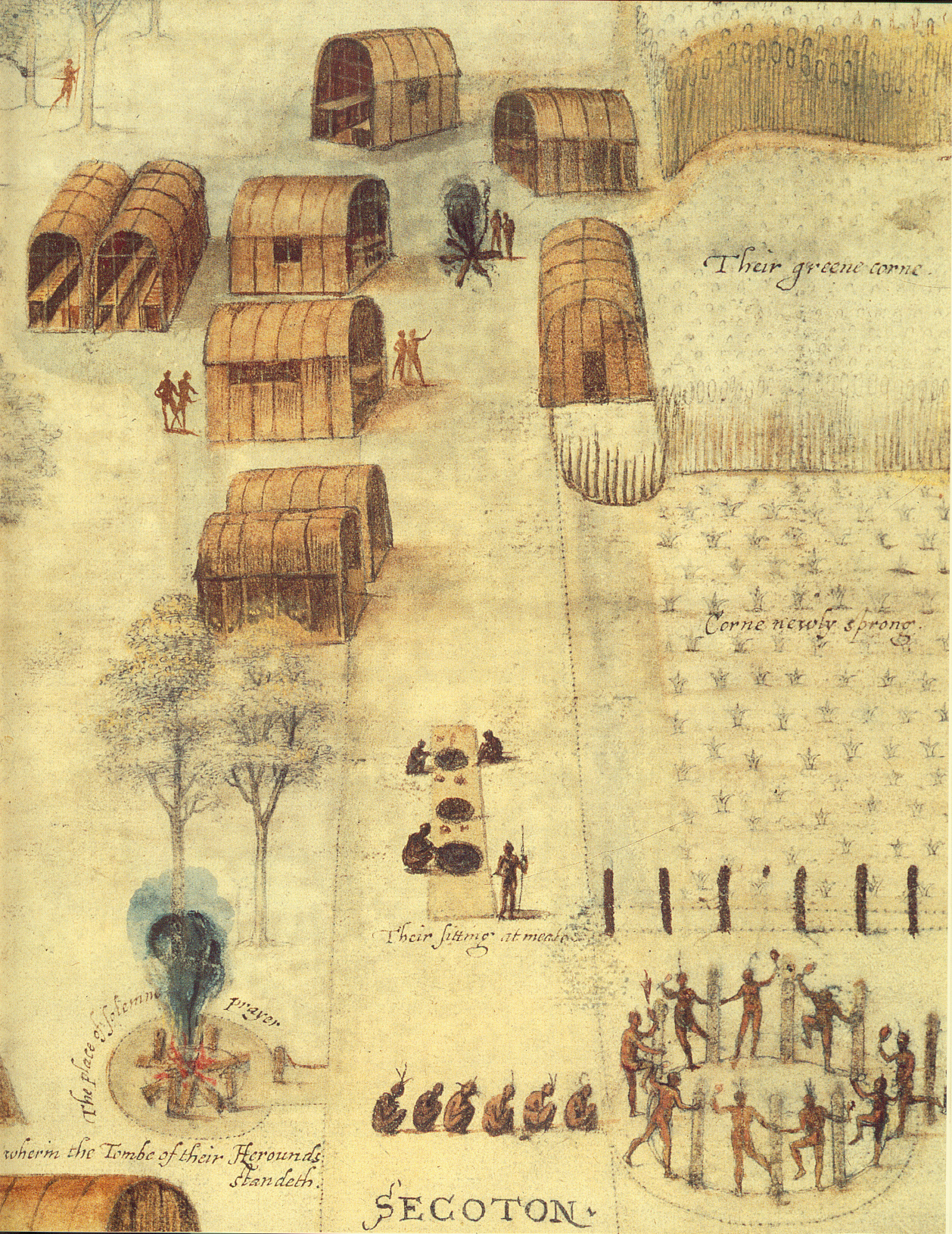
Socoton, Dorf der Secotan am Pamlico River in North Carolina

Zur Zeit des ersten Kontaktes mit den Europäern um 1584 lebten die Secotan in Dörfern auf der Halbinsel, die vom Albemarle und Pamlico Sound gebildet wird. Auch das beiderseitige Ufer am Unterlauf des Pamlico Rivers, einem Ästuar, gehörte zu ihrem Siedlungsgebiet. Dort lag ihr Hauptdorf Secoton an einer Bucht am Südufer, von dem ein Aquarell John Whites existiert. Die Halbinsel hat eine fast flache Oberfläche mit vielen Seen, ausgedehnten Sümpfen und Sanddünen. Die Küstenlinie besteht aus tief eingeschnittenen Sunden und Ästuarien. Der zumeist sandige Boden ist mit hartem Gras, Marschvegetation und immergrünen Wäldern bedeckt. Das Klima ist feucht und subtropisch und ermöglicht eine jährliche Wachstumsperiode von rund 250 Tagen. Süßwasser- und Salzwasserfische, Austern und essbare Muscheln gibt es im Überfluss in dieser Küstenregion, die auch dicht von Wasservögeln bevölkert ist. An Säugetieren leben hier Rehe, Füchse, Eichhörnchen, Opossums, Kaninchen und in früherer Zeit auch Bären und Pumas.

## Lebensweise und Kultur
Ethnologen vermuten, dass sich der Stamm in prähistorischer Zeit von den Virginia-Algonkin getrennt hat und nach Süden gezogen ist. Es handelt sich dabei um eine der wohl letzten Algonkin-Wanderungen, die sich südwärts entlang der Atlantikküste bewegten.

## Geschichte

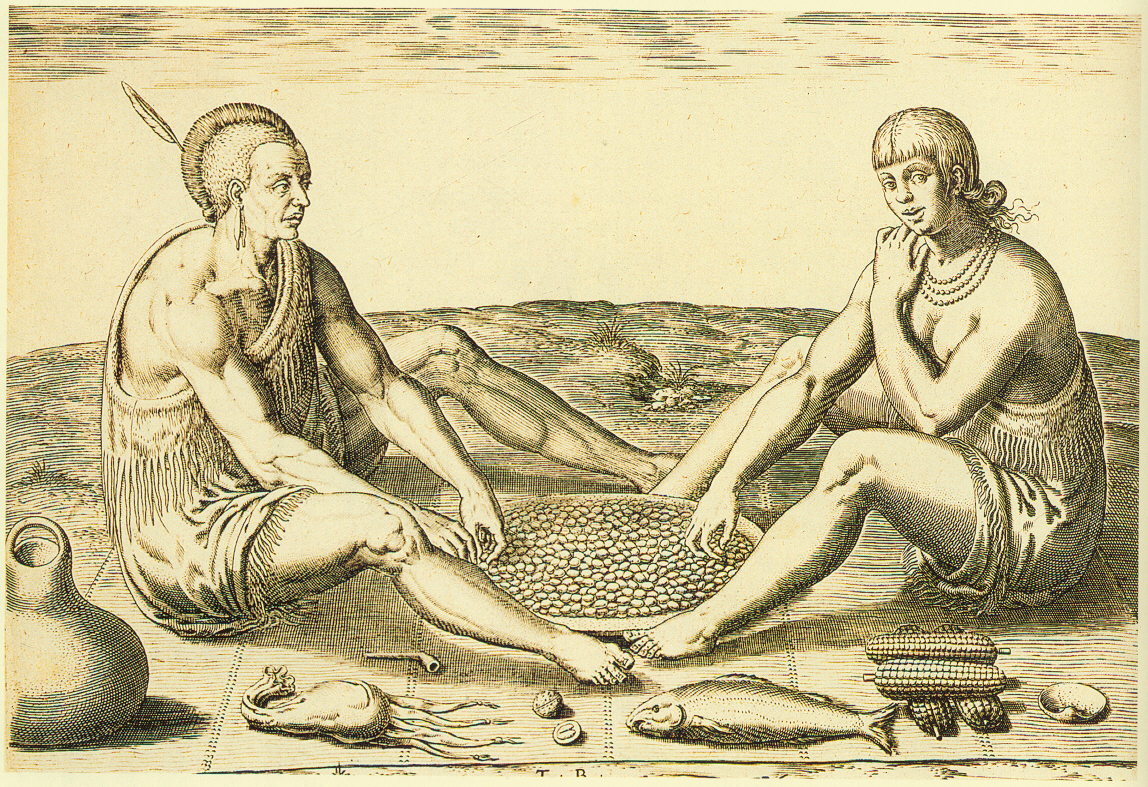
North-Carolina-Algonkin beim Essen

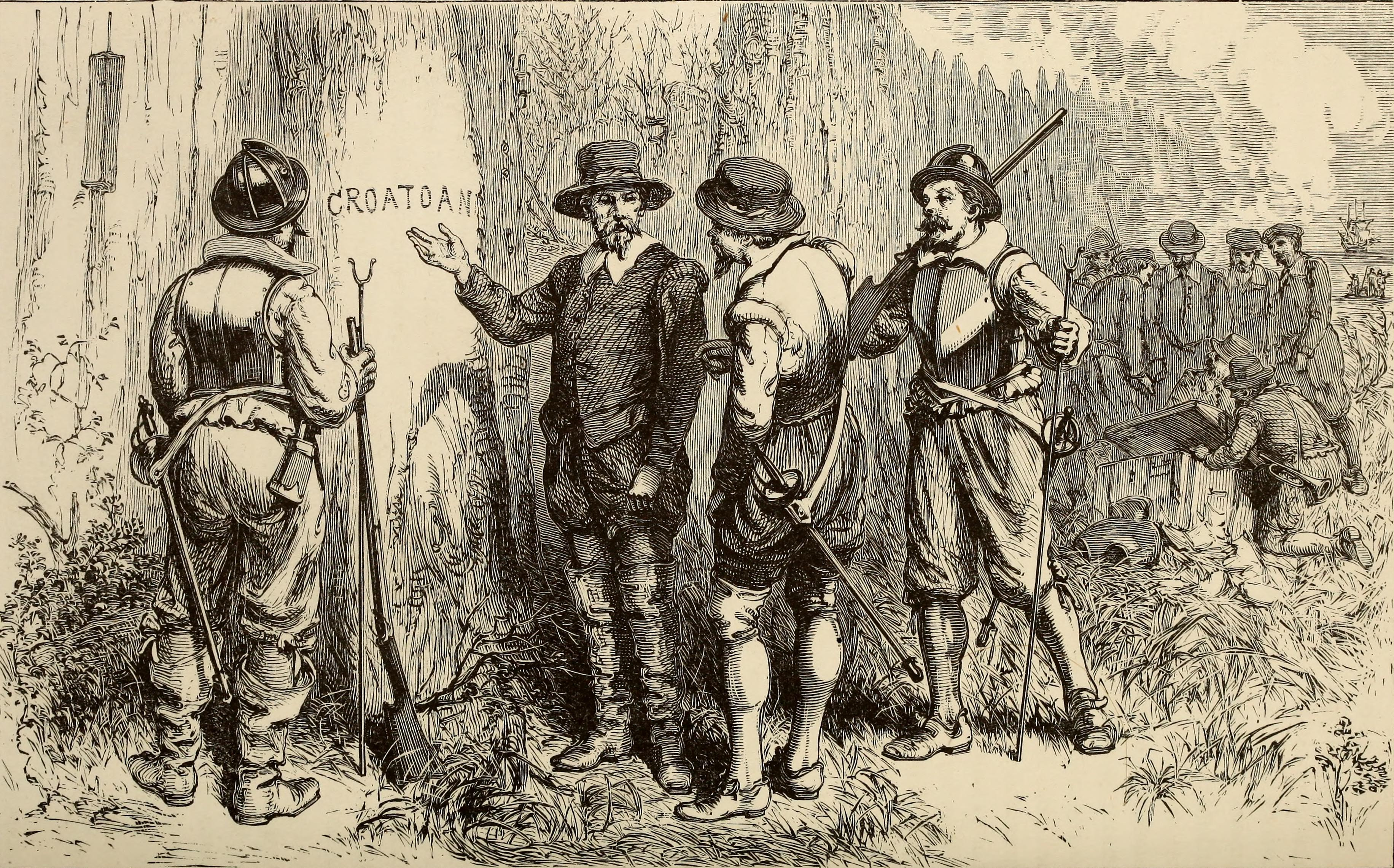
Auffindung der Inschrift Croatoan in der Lost Colony

Im Verlauf der ersten Raleigh-Expedition im Sommer 1584 und nach der Gründung der Roanoke-Kolonie am 17. August 1585 erkundeten englische Kolonisten die übrigen Inseln und das Festland an der Ostküste des heutigen North Carolina. Sie besuchten die Dörfer der Secotan, darunter Secoton, Seco und Secotaoc am Pamlico River und Aquascogoc. Zwei Angehörige der Secotan, Manteo und Wanchese, wurden nach England gebracht, um die Engländer in der Sprache und Kultur der Indianer zu unterweisen. Die Secotan gehörten zu den ersten Indianern, die über längere Zeit Kontakt mit Weißen hatten. In einer kurzen Zeitperiode zwischen 1584 und 1586 wurden von den Engländern eine große Menge an Informationen gesammelt. Arthur Barlowes Bericht und John Whites Aquarelle aus dieser Zeit stellen die frühesten Dokumente dar, die die North-Carolina-Algonkin in einigen Details beschreiben. Drei handgezeichnete Karten, die zwischen 1585 und 1586 entstanden, bilden die frühesten Quellen über die Wohngebiete der Stämme und Ortslage ihrer Dörfer.
Die anfänglich guten Beziehungen zwischen Engländern und Secotan verschlechterten sich zusehends, als die mitgebrachten Vorräte der Kolonisten verzehrt waren. Die Freigebigkeit der Indianer endete verständlicherweise, als sie selbst keine Nahrung mehr hatten. Darüber hinaus brachen bei den Ureinwohnern bis dahin unbekannte Krankheiten aus und viele von ihnen starben daran. Im Jahr 1590 wurde die Roanoke-Kolonie endgültig aufgegeben, und sie wird seitdem als Lost Colony (dt. Verlorene Kolonie) bezeichnet. Eine weitere Epidemie, verursacht durch europäische Krankheiten, suchte die Secotan und ihre Nachbarn 1596 heim und tötete mehr als 25 % der indianischen Bewohner. Über als 70 Jahre vergingen, bevor die Küstenregionen North Carolinas von weißen Kolonisten besiedelt wurden. John Lawson lieferte zu Beginn des 18. Jahrhunderts weitere Informationen über die North-Carolina-Algonkin, die zu dieser Zeit schon erheblich in ihrer Bevölkerungszahl geschrumpft waren. Von den geschätzten rund 7000 Personen zur Zeit des ersten Kontaktes lebten um 1709 nur noch ebenfalls geschätzte 620 Stammesangehörige. Im Wohngebiet der Secotan hatte Lawson abweichende Stammesnamen vermerkt, so zum Beispiel Machapunga, Hatteras und Bear River. Es ist heute nicht immer zweifelsfrei möglich, diese Bezeichnungen als Synonyme für früher verwendete Namen zu bestimmen.